# Lista de episódios de Tudo o que É Sólido Pode Derreter
Esta lista contém informação dos treze episódios que constituem a série Tudo o que é sólido pode derreter, transmitida pela TV Cultura em 2009. Os episódios têm o nome de obras literárias de escritores brasileiros e portugueses.
| Ordem | Nome do episódio                                             |
| --- | ------------------------------------------------------------ |
| 1º episódio | Auto da Barca do Inferno (Gil Vicente)                       |
| É o primeiro dia de aula de Thereza. Ela apresenta todos seus amigos. O universo de Thereza se confunde com sua imaginação onde ela se sente má por esquecer o aniversário da mãe. Durante o episódio, ela pergunta se ela iria para o inferno ou para o paraíso. No decorrer da história Thereza fica imaginando a condenação daqueles que a cercam. |                                                              |
| 2° episódio | Sermões (Padre António Vieira)                               |
| Thereza percebe o caráter autoritário do pai de Marcos ao conversar com ele. Marcos possui uma relação difícil com ele. Thereza explora demasiadamente a liberdade concedida pelos pais, o que acaba a introduzi-los em situações que os exigem uma postura mais conservadora. Os pais começam a negar que ela tenha certos prazeres. Comicamente, ela defende a nova postura dos pais como argumento que é necessário haver coerção para assumir as responsabilidades de uma aluna do primeiro colegial. A contrastar a família, Thereza compreende mais claramente sua família e conquista um grande amigo |                                                              |
| 3° episódio | Os Lusíadas (Luís Vaz de Camões)                             |
| Thereza vai embora de casa em direção à cidade. Ela, sem ajuda de ninguém, enfrenta a responsabilidade de percorrer a metrópole para obter sua identidade. Porém a situação não é favorável: O atraso e um autocarro quebrado faz que Thereza fique perdida. Durante o caminho, conhece pessoas e conjecturas sobre o acaso. Ela depara-se com o movimento de multidões, pedintes e pedestres, situação que fez Thereza perder-se novamente A protagonista inicia a jornada no livro "Os Lusíadas" e à expedição de Vasco da Gama até as Índias - O caminho a ser seguido, as tempestades e as criaturas com quem as combatem |                                                              |
| 4° episódio | Canção do Exílio (Gonçalves Dias)                            |
| O episódio mostra aspectos da vida globalizada: A necessidade de renovação, de contestar e a rebeldia. Thereza está a sofrer uma menstruação em uma semana de impaciência com a vida metropolitana. Sente-se irritada na escola e no próprio lar. Thereza é influenciada pelas amigas através de contato pela Internet e pelo próprio cotidiano e sente vontade de morar em algum lugar fora de seu país. Elas trocam informações sobre viver em outros lugares. A protagonista sente-se infeliz com a Matemática e com a necessidade de memorizar fórmulas. O professor associa um trecho da "Canção do Exílio" à fórmula de seno e cosseno para torná-la mais fácil de ser memorizada. Tal associação surte efeito intermitente em Thereza, que passa a influenciar em suas buscas virtuais e reais Através da obra de Gonçalves Dias, Thereza inicia um blogue e passa a refletir sobre os valores mundiais |                                                              |
| 5° episódio | Senhora (José de Alencar)                                    |
| Um jogo de handball é visto por Thereza e Marcos. Letícia, uma porta-rede competente, delira no meio da quadra. Letícia conta para Thereza a situação constrangedora onde ela irá passar iminentemente, pois ela será forçada a ser uma "debutante". Letícia deve estudar o romance "Senhora". Thereza e Marcos ajudam a amiga a adequar o vestido e acompanha-a para a festa. Isso cria um paralelo entre o drama de Letícia e a obra, protagonizada por Aurélia. Os três inserem-se numa adaptação televisiva da obra literária, que é seguida rigorosamente. Porém Aurélia e Letícia, presas em normais sociais, agem diferentemente na formação de suas histórias e na interação com o amor. |                                                              |
| 6° episódio | Macário (Álvares de Azevedo)                                 |
| Thereza toma conta de sua prima mais nova, que sente ansiedade por histórias de terror. Ela diz para a menina o encontro dela com um garoto com roupas escuras. O menino, que lhe é atribuído o apelido de emo, aparenta ser misterioso e contemplativo Mesmo assim, uma característica dele a aproxima. Ele convida-a para passear em sua tribo, os góticos e depois ela é conduzida a um cemitério, lugar onde questiona suas intenções. A personagem principal da história procura encontrar o prazer em elementos sombrios e acaba a ser conduzida a um mundo diferente do que ela está habituada. |                                                              |
| 7° episódio | Dom Casmurro (Machado de Assis)                              |
| É diluído o casal de namorados mais popular do colégio, Dalila e João Felipe. Ambos nem mais comunicam-se entre si. Isso gera repercussões e especulações no colégio. Thereza apoia a pessoa de João Felipe devido ao interesse romântico com ele. Ela também percebe modificações em Dalila, como o olhar triste dela, de ressaca marítima, e queda de sua exuberância. Dalila a partir deste momento passa a ser comparada com a personagem Capitu, da obra Dom Casmurro Porém, diferentemente como escrito na obra, A personagem principal interessa-se na versão de Dalila, a Capitu em associação com Dom Casmurro |                                                              |
| 8° episódio | Ismália (Alphonsus de Guimaraens)                            |
| Thereza auxilia sua mãe na organização do apartamento de seu tio, cujo fora fechado desde seu falecimento. Dentro do apartamento, há um pacote, deixado como legado. O pacote contém o poema Ismália e contrastes, como a morte e a vida, a sanidade e a loucura. Isso abre a percepção de Thereza de sua vida passada e da subjetividade de seu mundo. A protagonista percebe que ao mesmo tempo uma das pacientes de sua mãe possui características de depressão. Isso fomenta sua curiosidade sobre as instabilidades da mentalidade humana, juntamente com sua mãe. |                                                              |
| 9° episódio | Quadrilha (Carlos Drummond de Andrade)                       |
| Em sua geração, Thereza percebe que as pessoas não substituem sua liberdade por nada. Mas ela recebe um bilhete anônimo, que contém Quadrilha, um poema de Carlos Drummond de Andrade, que desperta seu interesse e romantismo Novos fatos surgem e desenvolvem durante uma viagem escolar, onde é alvo de atração e repulsa dos colegas, na procura do autor desconhecido do bilhete. |                                                              |
| 10° episódio | Uma Aprendizagem ou O Livro dos Prazeres (Clarice Lispector) |
| A protagonista está em confusão e não deseja procurar João Felipe após o acontecimento. Para não conversar com ele, Thereza ausenta-se da escola. A personagem é estimulada a organizar o quarto, e durante o processo, encontra fitas de vídeo velhas que a conduz à obra de Clarice Lispector. Thereza identifica-se e aprende com as ações da protagonista da obra literária, Lóri, acerca dos processos de autodescobrimento até que chegue o momento ideal para ver João Felipe novamente. |                                                              |
| 11° episódio | Quem Casa Quer Casa (Martins Pena)                           |
| Thereza e seus amigos irão apresentar "Quem Casa Quer Casa" na feira de cultura de sua escola, mas não será uma tarefa fácil. Thereza e Dalila terão que conviver por um período, uma vez que pertencem a um mesmo grupo. Isso acaba por fortalecer a rivalidade delas e deixa João Felipe numa situação complicada, uma vez que ele está presente em ambas as histórias |                                                              |
| 12° episódio | O Guardador de Rebanhos (Fernando Pessoa)                    |
| Num debate numa aula de filosofia, a protagonista refuta sua antagonista. O professor ataca Thereza sutilmente ao dizer: "Há metafísica bastante em não pensar em nada", a citar Fernando Pessoa. Thereza interessa-se pela frase e procura-a, mas encontra um poema de Alberto Caeiro A personagem intriga-se com os heterônimos, mas deixa-se envolver pelo conteúdo do poema, que deixa os heterônimos em segundo plano. Thereza repensa seu distanciamento de Dalila, ex-amiga da protagonista. Ela percebe que no passado tiveram laços de amizade. Ela também compreende a razão do fim da amizade de Thereza com Dalila. |                                                              |
| 13° episódio | Macunaíma (Mário de Andrade)                                 |
| A crónica juvenil é encerrada num clima de desordem e mistura, semelhante ao da obra Macunaíma. O autoritário diretor do colégio pune os colegas de Thereza, que passaram a não ficar mais ao lado de Thereza, além de serem obrigados a fazer um teste relâmpago da obra literária. Thereza não foi castigada, mas não pode mais ter contato com as obras literárias, com os amigos nem com o professor, este último desligou-se por não concordar com a decisão do diretor. A protagonista vê-se encarregada em criar um plano para poder estabilizar a situação. |                                                              |

## Fonte
- Site oficial de Tudo o que é sólido pode derreter. Visitado em 4 de novembro de 2012.